# بيركهولدرية كورورية
بيركهولدرية كورورية (الاسم العلمي: Burkholderia kururiensis) هي نوع من البكتيريا، سلبية الغرام، تتبع جنس البيركهولدرية.